# Cofix
Cofix (ивр. קופיקס‎, словослияние от coffee и fix) — израильская сеть кофеен, баров и супермаркетов, основанная в 2013 году Ави Кацем, которая использует систему меню с фиксированными ценами. Большинство филиалов Cofix находятся в центрах городов и других популярных районах, но некоторые расположены в учебных заведениях или рядом с ними, например, в Хайфском университете.
Сеть продает свежий кофе по фиксированной и низкой цене, а также сопутствующие продукты питания под лозунгом «свежий кофе, фиксированная цена». Часть сети Cofix Bar также включает алкогольные напитки, а Super Cofix — это супермаркет на базе Cofix. Первоначально сеть предлагала все свои продукты по фиксированной цене 5 шекелей (1,4 доллара США), в том числе в барах и супермаркетах.
Cofix котируется на Тель-Авивской фондовой бирже под кодом AGRI. При выходе на фондовый рынок компания была оценена в 90 млн шекелей (~25 млн долларов США). Сеть имеет кофейни в Израиле, России, Бразилии, Польше, Казахстане,  Белоруссии и Испании.

## Деятельность

### Израиль
Выход Cofix на рынок вызвал значительное снижение цен на кофе на вынос в Израиле, особенно в сети Aroma espresso bar, которая была вынуждена снизить цены на кофе на вынос. Некоторые магазины и сети снизили цены на кофе, сэндвичи и другие продукты, аналогичные Cofix, до 5 шекелей, чтобы конкурировать. В крупных СМИ это назвали «эффектом Cofix». Выход Cofix на рынок сравнивают с «сотовой революцией», которая произошла в Израиле за несколько лет до этого и привела к массовому снижению цен на сотовую связь.
Бизнес-модель Cofix привела к появлению ряда конкурентов, но по состоянию на 2015 год только сеть Cofizz осталась крупной конкурентной силой в том же сегменте рынка. С Cofix также конкурируют крупные сети кофеен и ресторанов быстрого обслуживания, такие как Aroma Espresso Bar, Café Café и другие. В конце 2013 года Антимонопольное управление Израиля провело расследование в связи с утверждениями о том, что эти сети координировали цены, чтобы нанести ущерб позициям Cofix.
Cofix работает как напрямую, так и через франчайзи. Ее первая франшиза была предоставлена в марте 2015 года для филиала на улице Кинг Джордж в Тель-Авиве. В 2015 году компания вышла на Тель-Авивскую фондовую биржу. Публике принадлежит 15,5 % акций компании. В январе 2016 года Cofix заключила партнерство с израильской сетью бургерных Burgeranch, в рамках которого продукты Cofix будут продаваться рядом с продуктами Burgeranch.
Компания Cofix собиралась открыть завод в Явне, чтобы ежедневно поставлять сети 13 000 сэндвичей.
В июне 2015 года Cofix открыла сеть супермаркетов под названием Super Cofix, которая содержит относительно небольшое количество обычных товаров, продаваемых в конкурирующих сетях, в меньшей упаковке, чтобы их можно было продавать по фиксированной цене 5 шекелей. Бизнес-модель предполагает валовую прибыль в 22-23 %. Некоторые крупные производители, такие как Tnuva, создали новые упаковочные линии, чтобы иметь возможность поставлять Super Cofix.
В феврале 2017 года Cofix поднял фиксированную цену до 6 шекелей за штуку, а в декабре 2017 года схема была снова изменена на вариативную цену, в основном либо 5 шекелей за мелкие товары, либо 8 шекелей за крупные.
В январе 2018 года 20 % акций Cofix приобрела компания Рами Леви Hashikma Marketing. В июне 2018 года Cofix объявила о плане рационализации после убытков за первый квартал 2018 года в размере 5,4 млн шекелей. В июле 2018 года доля Рами Леви в компании увеличилась до 50,01 %, что сделало его мажоритарным акционером. В январе 2020 года Рами Леви приобрел через Cofix сеть магазинов сладостей Little Switzerland.

### Россия

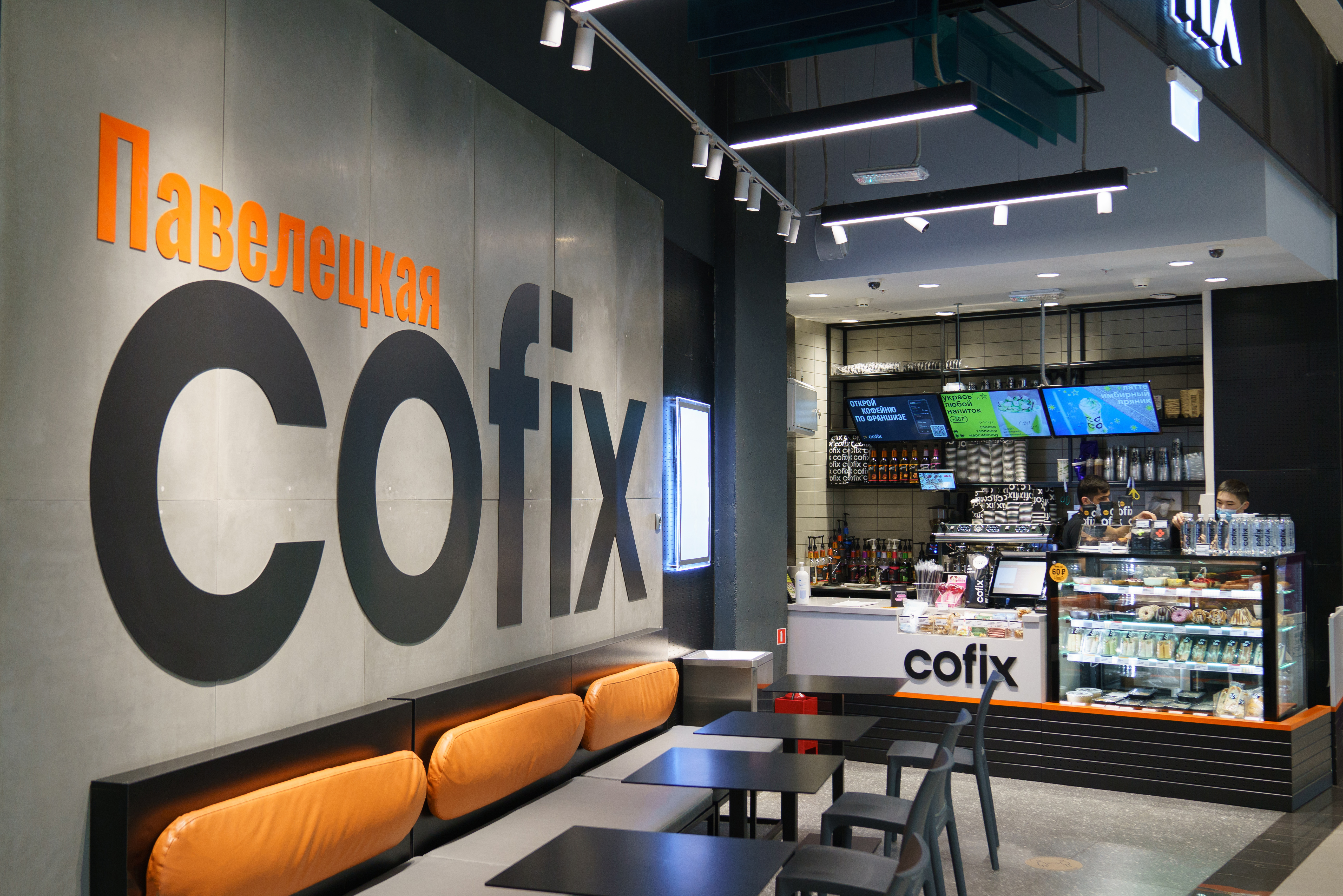
Cofix в Москве

С помощью российских инвесторов Cofix открыл свою первую кофейню в Москве рядом с Красной площадью в октябре 2016 года. Инвестиции в Россию составили $2 млн по состоянию на декабрь 2016 года. К концу 2017 года сеть насчитывала 39 кофеен в Москве и четыре в Санкт-Петербурге.
В 2018 году оборот Cofix в России оценивался примерно в 2 млрд рублей Благодаря быстрому росту в России, Cofix стал лидером по относительным темпам роста среди европейских кофеен по версии журнала FoodService Europe & Middle East.
В 2019 году российская Cofix оценивается как шестая по величине сеть кофеен в стране.  В июле 2019 года российский Forbes включил Cofix в топ-10 самых выгодных франшиз стоимостью от 5 до 25 млн рублей. В конце года Cofix запускает веганскую линейку продуктов.

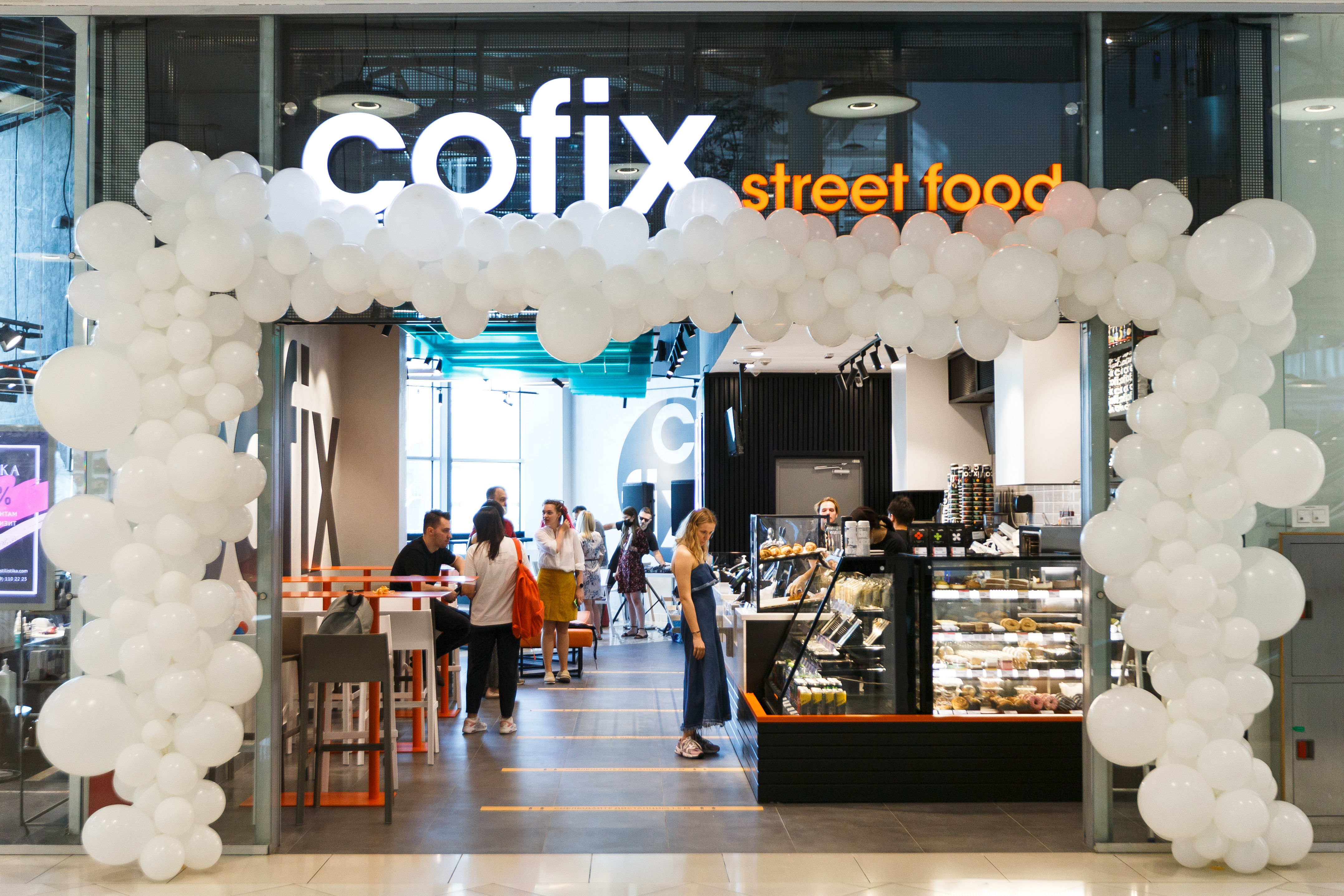
Cofix Street Food

В 2021 году Cofix открыл в Москве  первую точку в формате Street Food и  занял 2-е место по уровню лояльности аудитории Москвы и Московской области, где  находится большая часть заведений бренда.
По итогам 2022 года Cofix входит в топ-5 крупнейших сетей кофеен и кафе-кондитерских страны и является одним из лидеров роста среди ресторанных групп в России. На декабрь 2023 года Cofix насчитывает около 280 кофеен, расположенных в Москве, Санкт-Петербурге, Екатеринбурге, Казани, Сочи, Туле, Нижнем Новгороде, Самаре, Иркутске, Иваново, Артёме, Владивостоке и Чите. Сеть активно развивается в регионах и осваивает новые города.

### Беларусь
Первые кофейни Cofix в Беларуси были открыты в 2019 году.  Сейчас в стране работает уже 48 кофеен, 4 из которых находятся в Гродно. Идёт активная работа по выходу в новые районы столицы и новые города Республики Беларусь. По результатам анализа европейского рынка кофеен Project Café Europe 2022, выпущенного информационной платформой Allegra World Coffee Portal, сеть Cofix стала крупнейшей сетью кофеен в Беларуси.